# Медведев, Виктор Иванович
Виктор Иванович Медведев (1922—1968) — Герой Советского Союза, снайпер, командир отделения 216-го гвардейского стрелкового полка 79-й гвардейской стрелковой дивизии, 8-я гвардейской армии, 3-го Украинского фронта, гвардии сержант.

## Биография

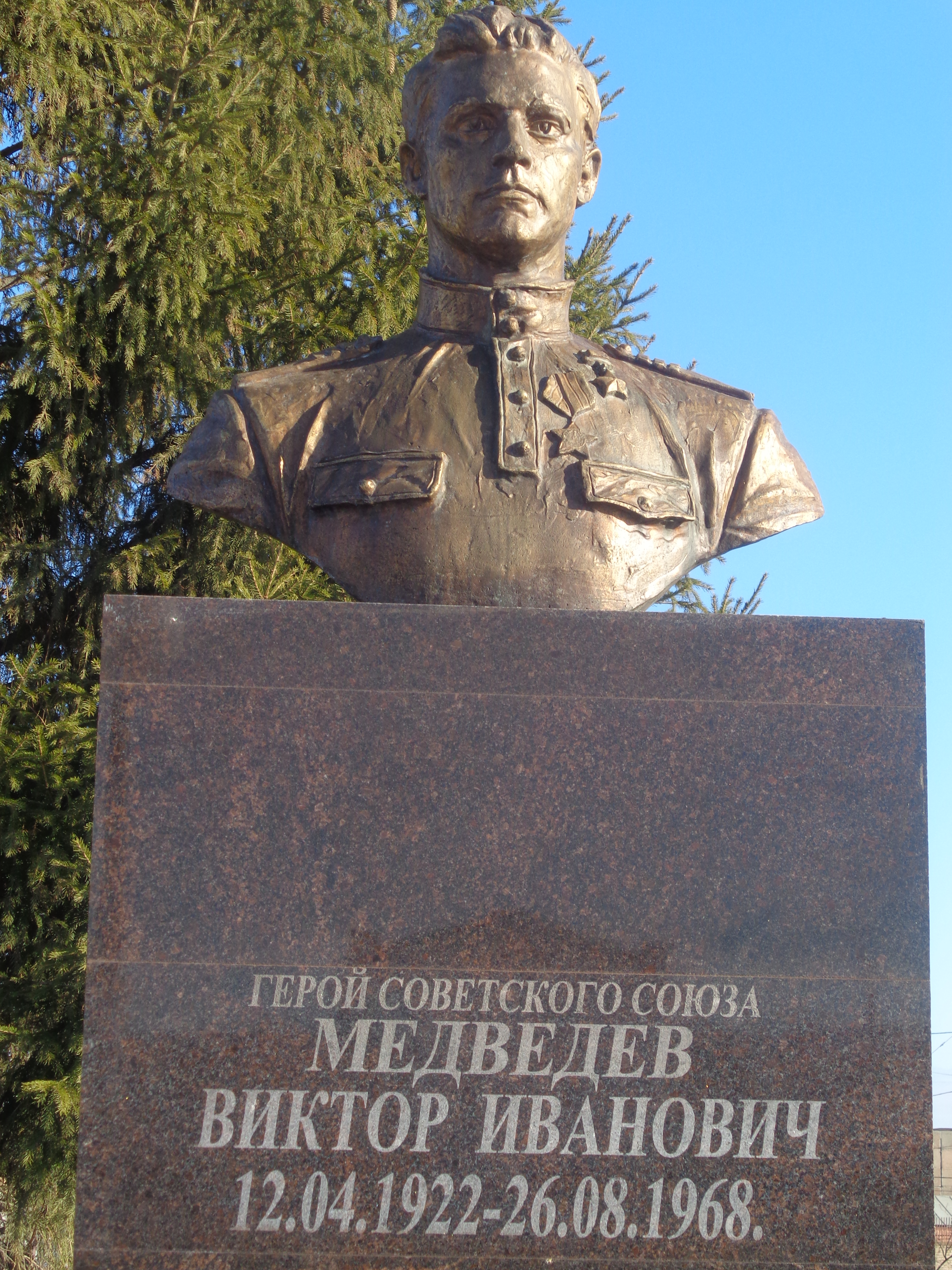
Бюст в Троицке

Родился 12 апреля 1922 года в городе Троицке ныне Челябинской области. Окончил 8 классов. Затем работал грузчиком на одном из предприятий города.
В июле 1940 года был призван в Красную Армию. Службу проходил на крейсере «Калинин» Тихоокеанского флота. Окончил школу связи. Здесь встретил начало Великой Отечественной войны.
В 1942 году вступил в ВКП(б). В июле 1942 года в составе бригады морской пехоты был направлен в действующую армию на Сталинградский фронт. В ожесточённых оборонительных боях осенью и зимой 1942 года был бронебойщиком, истребителем танков. Затем стал снайпером.
За пять месяцев боёв в Сталинграде уничтожил 232 вражеских солдата и офицера, был награждён орденом Красного Знамени. В последующих боях не только увеличивал свой счёт, но передавал опыт молодому пополнению, лично подготовил 78 снайперов. К началу 1944 года на счету гвардии сержанта Медведева было уже 331 уничтоженных солдат и офицер противника.
Указом Президиума Верховного Совета СССР от 22 февраля 1944 года за образцовое выполнение заданий командования и проявленные мужество и героизм в боях с немецко-фашистскими захватчиками гвардии сержанту Медведеву Виктору Ивановичу присвоено звание Героя Советского Союза с вручением ордена Ленина и медали «Золотая Звезда» (№ 2668).
В составе 62-й дивизии снайпер Медведев с боями дошёл до Варшавы, где был тяжело ранен. К этому времени на его счету было уже 362 убитых, из них 55 офицеров и 35 снайперов противника. После излечения в госпитале направлен на Тихоокеанский флот, принимал участие в войне с Японией. После войны Медведев был демобилизован по ранению в звании старшины.
При этом, в мемуарах дважды Героя Советского Союза Маршала Советского Союза Василия Ивановича Чуйкова «От Сталинграда до Берлина» (стр. 177) указывается, что снайпер Виктор Медведев дошел с армией Чуйкова до Берлина: «Виктор Медведев дошёл с нами до Берлина. Его счёт убитых гитлеровцев был больше, чем у его учителя Зайцева.»
Вернулся на Урал, работал на ряде предприятий, в том числе селе Полдневая Полевского района в карьере «Камбукомбината».
Последние годы жил в городе Троицке.
Работал на Троицкой ГРЭС машинистом, работником пожарной охраны.
Скончался 26 августа 1968 года.

## Награды и звания
- Герой Советского Союза. Указ Президиума Верховного Совета СССР от 22 февраля 1944 года:
  - орден Ленина,
  - медаль «Золотая Звезда» № 2668.
- Орден Красного Знамени. Приказ Военного совета Южного фронта № 1/н от 13 января 1943 года.
- Орден Славы III степени. Приказ командира 79-й гвардейской стрелковой дивизии № 48/н от 22 декабря 1943 года.
- Медали СССР.

## Память
В Троицком краеведческом музее находится бюст Героя, его именем названа улица в городе, а на доме, в котором он жил, установлена мемориальная доска. В 2002 году имя Героя Советского Союза Медведева присвоено школе № 7 города Троицка.
8 мая 2014 года в Троицке на здании пожарной части № 3 1-го Троицкого гарнизона пожарной охраны, где В. И. Медведев работал водителем 2-го класса, была установлена мемориальная доска. На торжественную церемонию были приглашены представители администрации города, Совета ветеранов, Главного управления МЧС России по Челябинской области, военный комиссар города Троицка.
В честь В. И. Медведева переименована улица Спортивная, в улицу им. В. И. Медведева. По адресу ул. В. И. Медведева 4 установлена мемориальная доска.